# Chazaliella lophoclada
Chazaliella lophoclada är en måreväxtart som först beskrevs av William Philip Hiern, och fick sitt nu gällande namn av Ernest Marie Antoine Petit och Bernard Verdcourt. Chazaliella lophoclada ingår i släktet Chazaliella och familjen måreväxter. Inga underarter finns listade i Catalogue of Life.